# Miguel Chacón y Durán
Miguel Chacón y Durán (Adra, c. 1798-San Ildefonso, 1878) fue un político español, varias veces diputado a Cortes durante el reinado de Isabel II, además de senador.

## Biografía
Nacido el 28 de mayo, según la fuente, de 1798 o de 1800 en la localidad almeriense de Adra, fue diputado por Almería en varias legislaturas, la última la correspondiente a la de las Cortes constituyentes de 1854. Conde de Chacón, fue ministro del Supremo Tribunal de las Órdenes Militares, además de caballero de la Orden de Calatrava. Durante el reinado de Isabel II fue senador primero por la provincia de Albacete, luego por la de Almería y finalmente vitalicio. Con la llegada del sexenio democrático fue de nuevo nombrado senador por la provincia de Almería. Falleció el 24 de agosto de 1878 en San Ildefonso.